# Friedrich Halm

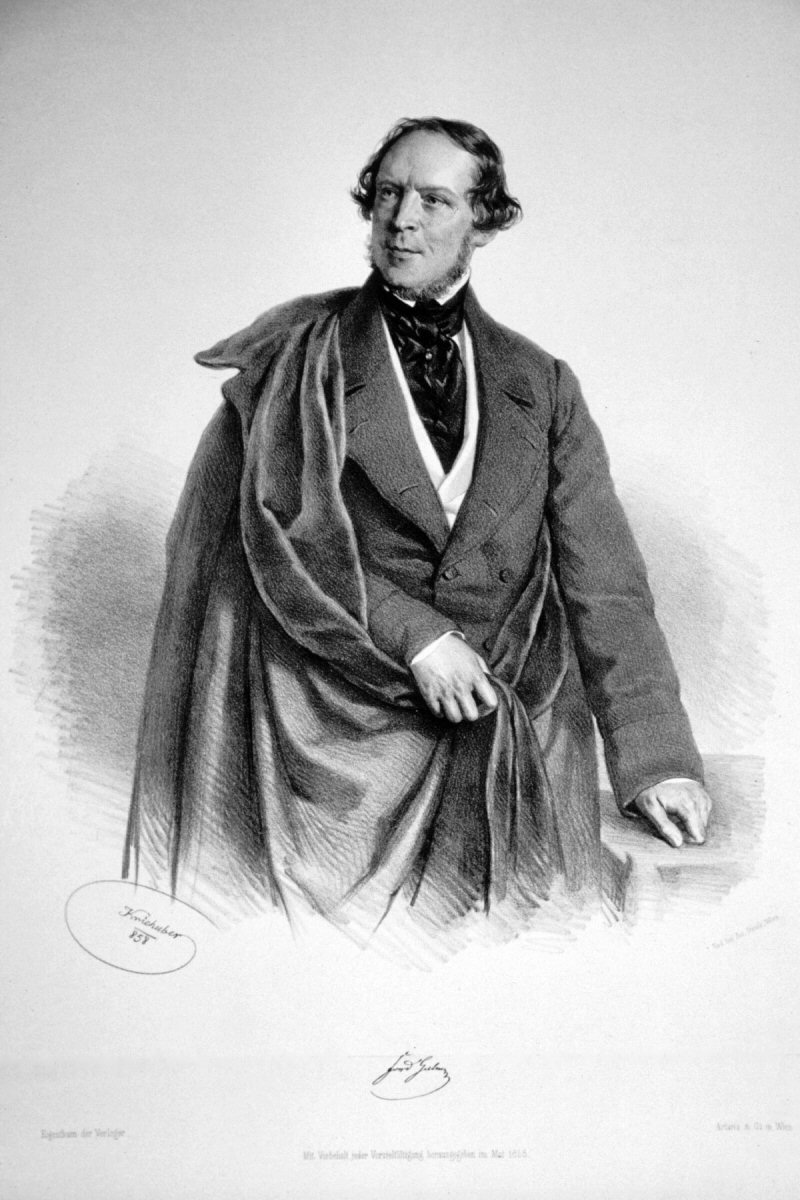
Friedrich Halm

Friedrich Halm, właściwie Eligius Franz Joseph Freiherr von Münch-Bellinghausen (ur. 2 kwietnia 1806 w Krakowie, zm. 22 maja 1871 w Wiedniu) – austriacki pisarz, znany przede wszystkim ze swej twórczości dramaturgicznej oraz nowelistyki.

## Dramaty
- Griseldis (1834)
- Der Adept (1836)
- Camoens (1837)
- Imelda Lambertazzi (1838)
- Ein mildes Urteil (1840)
- Der Sohn der Wildnis (1842)
- Sampiero (1844)
- Maria da Molina (1847)
- Der Fechter von Ravenna (1854)
- Eine Königin (1857)
- Iphigenie in Delphi (1857)
- Begum Somru (1860)
- Wildfeuer (1864)
- Das Haus an der Veronabrücke (1864)